# Giannis Antetokounmpo
Giannis Sina Ougko Antetokounmpo (griechisch Γιάννης Σίνα-Ούγκο Αντετοκούνμπο / Giannis Sina-Oungo Andetokounmpo, eigentlich Giannis Adetokunbo; * 6. Dezember 1994 in Athen) ist ein griechischer Basketballspieler. Er steht seit 2013 bei den Milwaukee Bucks in der nordamerikanischen Profiliga National Basketball Association (NBA) unter Vertrag. Der mehrmalige NBA All-Star und zweimalige Most Valuable Player (MVP) gilt als einer der besten Basketballspieler der Welt. Antetokounmpos Kombination aus Größe, Geschwindigkeit und Ballbeherrschung führte zu seinem Spitznamen Greek Freak. In der Saison 2020/21 gewann er mit den Bucks die NBA-Meisterschaft.

## Karriere

### Auf Vereinsebene

#### Jugendjahre in Griechenland (1994–2013)
Giannis Antetokounmpo wurde als drittes von fünf Kindern der Familie Antetokounmpo 1994 in der griechischen Hauptstadt Athen geboren. Dort wuchs er zusammen mit seinen Eltern und dreien seiner Geschwister im Stadtteil Sepolia auf. Das Ehepaar Antetokounmpo war Anfang der 1990er Jahre aus Nigeria zunächst nach Deutschland nahe Frankfurt am Main emigriert, wo Vater Charles zunächst als Fußballspieler beschäftigt war, während seine Mutter Veronica als Leichtathletin Hochsprung betrieb. Als der Verein von Charles Antetokounmpo den Vertrag nach einer Kreuzbandverletzung desselben fristlos auflöste, konnte er die notwendige Operation nicht durchführen lassen, da er ohne Vertrag keine Krankenversicherung hatte. Da auch die Leistungen der Mutter im Hochsprung nicht genug Einnahmen erbrachten und beide keine andere Arbeit fanden, standen Antetokounmpos Eltern ohne Geld für die notwendige Operation und ohne Aufenthaltsrecht auf der Straße. Charles Antetokounmpo sagte zu dieser Erfahrung, „dass man sie in Deutschland der Gnade Gottes überlassen hatte“. Ohne jegliche Perspektive in Deutschland zogen sie nach Athen. Dort zeigte sich ihre Nachbarin Maria Sgourdaiou solidarisch.
Der in ärmlichen Verhältnissen aufwachsende und zunächst an Fußball interessierte Antetokounmpo wurde im Alter von zwölf Jahren zusammen mit seinem zwei Jahre älteren Bruder Thanasis von Spyros Veliniatis beim Herumtollen auf der Straße entdeckt und angesprochen. Veliniatis, Basketballtrainer in den Jugendabteilungen des „Filathlitikos O.A.“ in Zografos, einem Vorort Athens, brachte die Brüder zunächst beim ortsansässigen Verein „AO Triton“ und später in den Akademien des Filathlitikos unter, nachdem Verantwortliche des Vereines sich dafür eingesetzt hatten, eine neue Unterkunft für die Familie Antetokounmpo in Zografos zu beschaffen, damit diese regelmäßig und kostenfrei am Training teilnehmen konnten. Auch die beiden jüngeren Geschwister Kostas und Alexis begannen beim Filathlitikos mit dem Basketballsport.

Zur Saison 2012/13 stieg der Verein, in dessen erster Mannschaft Antetokounmpo inzwischen debütiert und sein Bruder bereits gespielt hatte, erstmals in die zweite griechische Liga auf. Antetokounmpo war zu diesem Zeitpunkt 17 und im Dezember 2012 unterzeichnete er nach Vollendung seiner Volljährigkeit einen Vierjahresvertrag beim spanischen Erstligisten CAI Zaragoza.

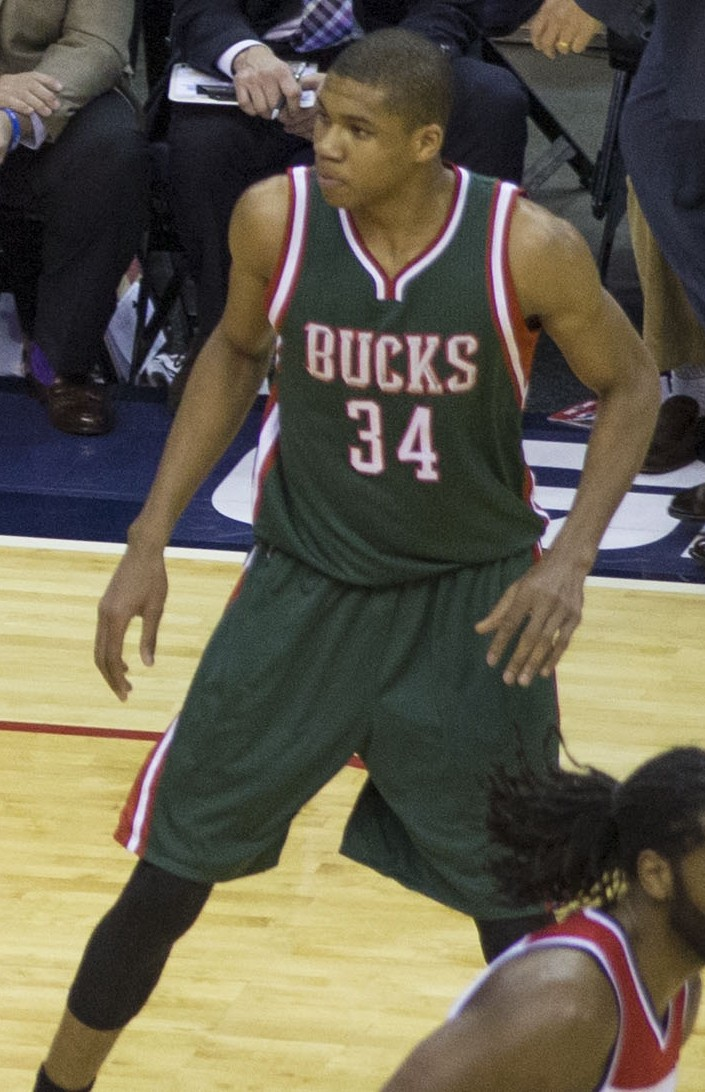
Antetokounmpo in seiner zweiten Saison mit den Bucks (2014)

 Dieser enthielt eine Ausstiegsklausel, die dem Spieler erlauben sollte, den Verein vorzeitig verlassen zu können, sofern ein Angebot von einem Verein aus der EuroLeague oder der NBA vorliegen würde. Bis zum Ende der Saison verblieb Antetokounmpo bei Filathlitikos. Zusammen mit seinem Bruder zählte er dort zu den Leistungsträgern des Vereins und verpasste den Aufstieg in die Basket League nur denkbar knapp am letzten Spieltag der Saison.

#### Anfangsjahre in der NBA (2013–2015)
Am 30. Juli 2013 wurde Antetokounmpo an 15. Stelle des NBA-Drafts von den Milwaukee Bucks gewählt und mit einem Vierjahresvertrag ausgestattet. Das war bis Georgios Papagiannis 2016 die höchste Platzierung eines in Griechenland geborenen Spielers. Sein Debüt bei seinem neuen Verein gab er am 8. Oktober 2013 in einem Vorbereitungsspiel gegen die Cleveland Cavaliers, bei dem er auf 14 Punkte, 4 Rebounds, 2 Assists, 2 Steals und 3 Blocks kam. Auch anschließend beeindruckte Antetokounmpo in seinem Rookie-Spieljahr und setzte sich schnell in der Rotation der Bucks fest. Sein erstes Double-Double erspielte er sich am 27. Dezember 2013 bei einer 93:104-Niederlage gegen die Brooklyn Nets. Antetokounmpo kam bei diesem Spiel auf 16 Punkte und 10 Rebounds. Beim NBA All-Star Weekend 2014 in New Orleans zählte er zu den Nominierten der Rising Stars Challenge, die Team Hill gegen Team Webber mit 142:136 Punkten für sich entschied. Antetokounmpos Beitrag zum Sieg betrug 9 Punkte, 2 Rebounds, 2 Assists und 1 Block. Sein erstes Jahr in Milwaukee schloss Antetokounmpo dann mit 6,8 Punkten, 4,4 Rebounds und 1,9 Assists pro Spiel ab und wurde folgerichtig ins NBA All-Rookie Second Team berufen.
In der Saison 2014/15 wurde er zum Eastern-Conference-Spieler der Woche vom 2. bis 8. Februar gewählt. Es war die erste derartige Auszeichnung in seiner Karriere. Beim NBA All-Star Weekend 2015 nahm er erneut an der Rising Stars Challenge und am Slam Dunk Contest teil. Beim Letzteren belegte er den letzten, vierten Platz. Seine guten Leistungen verleiteten Bucks-Coach Jason Kidd bereits in jener Saison zur Überlegung, Antetokounmpo trotz seiner Größe als Point Guard einzusetzen. Erste Erfahrungen im Spielaufbau hatte Antetokounmpo bereits in der zweiten griechischen Liga sammeln können.

#### Vom Talent zum Führungsspieler der Milwaukee Bucks (2015–2018)

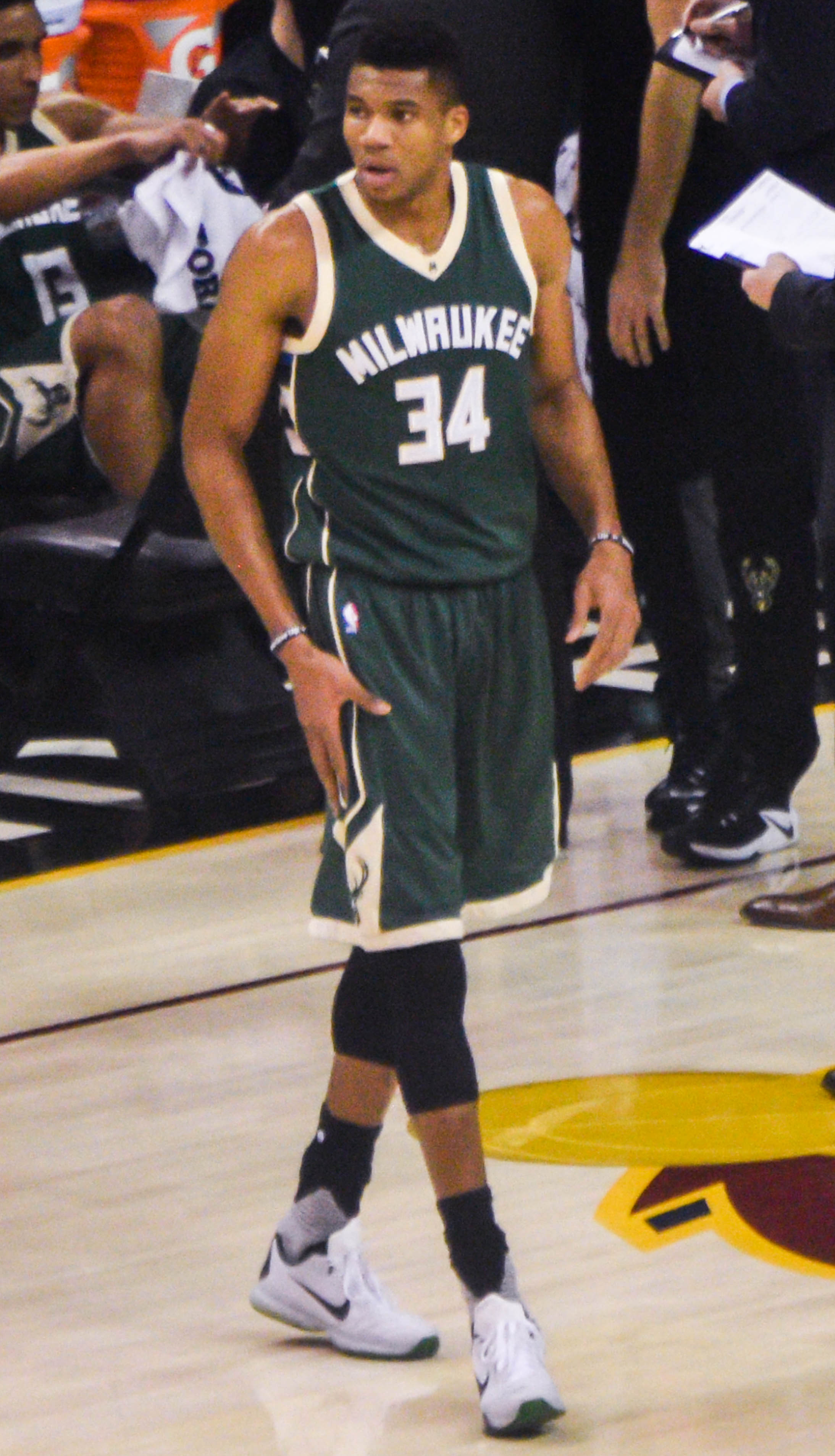
Antetokounmpo 2016/17

Nach der All-Star-Pause der Saison 2015/16 stellte Jason Kidd erfolgreich auf eine Anfangsaufstellung um, die keinen nominellen Aufbauspieler enthielt und in der Antetokounmpo den Spielaufbau übernahm. Durch die Umstellung gestaltete sich das Spiel des Griechen nun variabler, was sich auch in seinen statistischen Werten widerspiegelte. Bis zum Ende der Hauptrunde erspielte sich Antetokounmpo fünf Triple-Doubles und wurde somit zum ersten Spieler in der Historie der Bucks, dem dies in einer Saison gelang. Nicht nur er selbst profitierte von der veränderten Spielweise, seine im Schnitt hohe Anzahl an Assists bescherte auch dem Flügelspiel der Bucks neue Alternativen, die somit ihr Spiel im Angriff breiter entfalten konnten. Spieler wie Khris Middleton und Jabari Parker erhöhten seitdem ihre durchschnittliche Punkteausbeute auf über 20 Punkte pro Spiel. Antetokounmpos höchste Punkteausbeute lag bei 34 Punkten im Spiel gegen die Chicago Bulls. Seit der Positionsumstellung erzielte er durchschnittlich 18,8 Punkte, 8,6 Rebounds, 7,2 Assists, 1,9 Steals und 1,2 Blocks in 36,5 Spielminuten.
Bereits im März 2016 wurde Antetokounmpo als Stamm-Aufbauspieler der Bucks für die Saison 2016/17 festgelegt und in der folgenden Sommerpause sein Vertrag vorzeitig um weitere vier Jahre (2017–2021) für 100 Mio. US-Dollar verlängert. Dabei verzichtete er auf einen Vertrag mit dem höchstmöglichen Gehalt, um so den Bucks mehr Spielraum in der Einhaltung des Salary Cap zu ermöglichen. Dennoch war es den Bucks nicht gelungen, sich in der Sommerpause einen nennenswerten Neuzugang zu sichern. Mit der Verpflichtung von Matthew Dellavedova, Tony Snell und Mirza Teletović erwarteten Fachleute keine deutliche Leistungssteigerungen der Bucks im Vergleich zu ihren Abgängen, zumal sich noch vor Beginn der eigentlichen Saison Milwaukees erfolgreichster Korbjäger Khris Middleton so schwer verletzt hatte, dass er die folgenden sechs Monate seiner Mannschaft nicht zur Verfügung stehen sollte. Einige Kritiker wollten zudem abwarten, ob der zu diesem Zeitpunkt erst 21-jährige Antetokounmpo die Mannschaft dauerhaft und vor allem mit konstant guten Leistungen zurück in die Playoffs führen würde, für die man sich zu dieser Saison nicht qualifiziert hatte.
Zwar gingen die Bucks am 26. Oktober 2016 gegen die Charlotte Hornets mit einer Niederlage in ihre neue Saison. Mit jedoch 31 erzielten Punkten bestätigte Antetokounmpo das in ihn gesetzte Vertrauen. Nach den ersten sechs Spielen, von denen die Bucks vier gewonnen hatten, führte Antetokounmpo die vereinsinternen Statistiken in den Bereichen Punkte (22,8), Assists (6,7), Rebounds (8,8), Steals (1,7) und Blocks (1,8) jeweils auf dem ersten Rang an. Eindrucksvoll war seine Leistung auch beim 118:101-Erfolg am 29. November 2016 gegen die Cleveland Cavaliers um die All-Stars LeBron James und Kyrie Irving, als Antetokounmpo Milwaukee mit 34 Punkten, 12 Rebounds, 5 Assists, 5 Steals und 2 Blocks zum Sieg gegen den damals amtierenden Meister führen konnte. Unter anderem für diese und weitere Leistungen wurde er für die Woche vom 28. November bis 4. Dezember zum Spieler der Woche der Eastern Conference gewählt. Das für ihn erfolgreiche Jahr 2016 beendete Antetokounmpo mit einer Verbesserung des persönlichen Bestwertes für geblockte Würfe in einem Spiel, als er beim 116:96-Erfolg über die Chicago Bulls am 31. Dezember 2016, 35 Punkte, 9 Rebounds, 7 Assists, 2 Steals und 7 Blocks zum Sieg beisteuerte.
Weiterhin führte Antetokounmpo die vereinsinternen Statistiken in allen Hauptkategorien an. Die entstandene Euphorie um seine Person ging weit über die Grenzen des Bundesstaates Wisconsins hinaus. Für das NBA All-Star Game 2017 wählten ihn Fans, Spieler und Journalisten in die Startaufstellung des Teams East. Damit wurde er zum jüngsten Europäer, der je in ein NBA All-Star Spiel gewählt wurde. Die Bucks hatten seit der Nominierung von Sidney Moncrief beim All-Star Game von 1986 keinen Spieler mehr aus ihren Reihen für eine All-Star Startaufstellung stellen können. Letzter All-Star im Jersey der Bucks war Michael Redd beim All-Star Game von 2004. Die Freude der Bucks hemmte allerdings der Ausfall von Jabari Parker, der sich im Spiel gegen die Miami Heat am 8. Februar 2017 einen Kreuzbandriss zugezogen hatte. An jenem Abend, an dem zuvor Khris Middleton aufs Parkett zurückgekehrt war, um sein Saisondebüt zu bestreiten, nachdem dieser die ersten 50 Spiele wegen einer Verletzung ausgefallen war. Das geschah in einer Phase, in der die Bucks des Öfteren Schwächen in ihrem Abwehrverhalten aufzeigten. So reichten 41 Punkte, 8 Rebounds, 6 Assists, 2 Steals und 3 Blocks von Antetokounmpo am 10. Februar 2017 nicht aus, um sich gegen eine 114:122-Niederlage durch die Los Angeles Lakers zu wehren. Mit 22 Jahren und 74 Tagen wurde Antetokounmpo dann am 19. Februar 2017 zum jüngsten Spieler in der Geschichte der Milwaukee Bucks und zum ersten in Griechenland geborenen Akteur, der je in einem All-Star Game aufgelaufen war. In 22 Minuten Spielzeit hatte Antetokounmpo 30 Punkte und damit die meisten für die EastAll-Stars erzielt, die letztendlich mit 182:192 Punkten den West All-Stars unterlegen waren. Zum Spieler des Monats März in der Eastern Conference wurde Antetokounmpo ernannt, nachdem er im selbigen Monat seine Bucks zu 14 Siegen aus 18 Spielen geführt hatte. Die Saisonhauptrunde beendeten die Bucks auf dem zweiten Rang ihrer Division und auf dem sechsten Rang ihrer Conference. Antetokounmpo hatte somit seine Bucks nicht nur zurück in die Playoffs führen können, sondern auch die vereinsinternen Statistiken in allen wesentlichen Hauptkategorien auf Rang eins beendet. Dies war in der Geschichte der NBA nur vier Spielern zuvor gelungen. Zudem wurde er der erste Spieler in der Geschichte, der Conference-überschreitend in allen Hauptkategorien unter den ersten 20 rangierte. Dies war in der NBA zuvor noch keinem Spieler gelungen. In der ersten Playoff-Runde hatten die Bucks gegenüber den Toronto Raptors das Nachsehen und unterlagen diesen mit 2:4-Spielen. Für seine Leistungen über die ganze Saison wurde Antetokounmpo mit dem Most Improved Player Award ausgezeichnet.
Ähnlich eindrucksvoll starteten die Bucks auch in die Saison 2017/18. Mit 37 Punkten und 13 Rebounds führte der Grieche seine Farben am 18. Oktober 2017 mit einem 108:100-Erfolg über die Boston Celtics in die neue Saison, um drei Tage später mit einem weiteren persönlichen Bestwert von 44 Punkten beim 113:110-Sieg über die Portland Trail Blazers aufzuwarten. Mit insgesamt 147 Punkten aus den ersten vier Spielen stellte Antetokounmpo einen vereinsinternen Rekord auf, den zuvor Kareem Abdul-Jabbar (142 Punkten in vier aufeinanderfolgenden Spielen) gehalten hatte. Nach weiteren starken Leistungen wurde Antetokounmpo ein weiteres Mal mit der Nominierung für die Startaufstellung im Team Stephen des NBA All-Star Game 2018 bedacht. Sein erstes Triple-Double der Saison, das neunte in seiner NBA-Zeit, erspielte sich Antetokounmpo am 15. Februar 2018 bei einer 123:134-Niederlage gegen die Denver Nuggets. Mit 36 Punkten, 13 Assists und 11 Rebounds stellte der Grieche einen weiteren vereinsinternen Rekord ein für die meist erspielten Triple-Doubles eines Spielers der Bucks.

#### Führungsspieler der Eastern Conference (seit 2018)

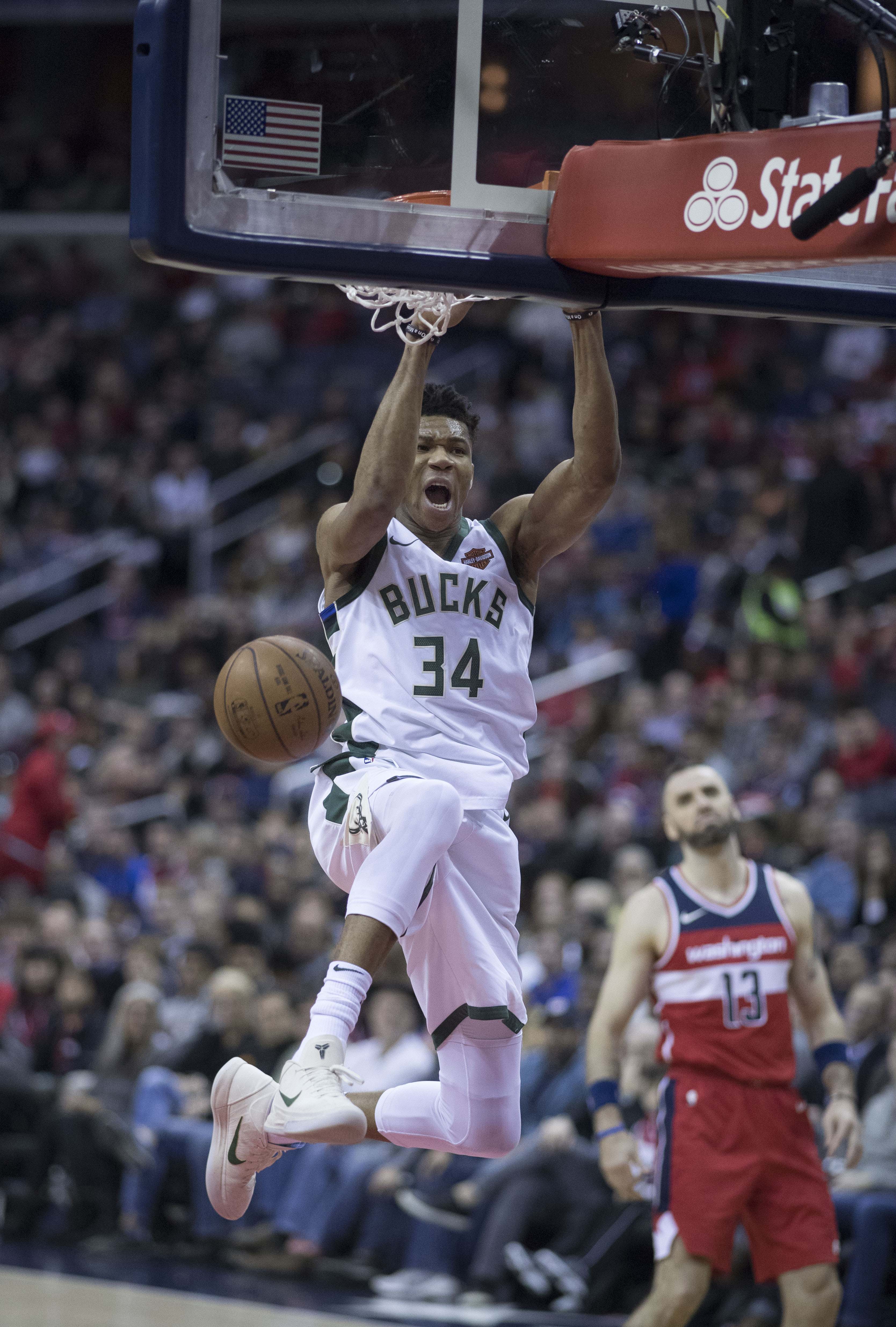
Antetokounmpo beim Dunk (2018)

Die Saison 2018/19 begann für die Bucks nicht nur mit einem Wechsel auf der Trainerbank, Mike Budenholzer hatte in der Sommerpause Interimstrainer Joe Prunty abgelöst, sondern auch mit einem Wechsel ihrer Spielstätte, nachdem die Mannschaft vom Bradley Center ins Fiserv Forum gewechselt war. Von Beginn an waren die Bucks die dominierende Kraft in der Liga und setzten sich Conference-überschreitend an der Spitze ab. So zählte Milwaukee Anfang Dezember 15 Siege nach 21 absolvierten Spielen und Antetokounmpo, inzwischen einer der Starspieler im gesamten Osten, wurde für seine Leistungen zum Spieler des Monats Oktober/November gewählt. In der Geschichte der Bucks war Antetokounmpo damit der erste Spieler des Franchise, der mehr als einmal mit diesem Award ausgezeichnet wurde. Diese Auszeichnung hat er folgend noch für die Monate Dezember, Februar und März/April erhalten. Für das am 17. Februar in Charlotte ausgetragene NBA All-Star Game 2019 vereinigte Antetokounmpo aus den vorausgegangenen Votings die meisten Stimmen aller Spieler im Osten auf sich und wurde damit zum Kapitän der nach ihm benannten Mannschaft „Team Giannis“ ernannt, welche das „Team Lebron“ mit 164:178 Punkten unterlegen war. Sein erstes Spiel mit mindestens 50 von ihm erzielten Punkten seiner NBA-Karriere bestritt Antetokounmpo dann am 18. März 2019 gegen die Philadelphia 76ers. Allerdings reichten 52 Punkte und 16 Rebounds des Griechen nicht aus, um die 125:130-Niederlage zu verhindern.
Die Hauptrunde beendeten die Bucks mit 60 Siegen aus 82 Spielen. In den folgenden Playoffs scheiterten Antetokounmpo und seine Mitstreiter, nach Siegen über die Detroit Pistons und die Boston Celtics, mit 2:4 Spielen in den Conference Finals an den späteren NBA-Meisters, den Toronto Raptors. Für seine Saisonleistungen wurde Antetokounmpo mit dem MVP Award, bester Spieler der Saison, bedacht. Damit wurde der Grieche zum ersten Spieler der NBA, der in seiner Karriere mit dem Most Valuable Player und dem Most Improved Player Award ausgezeichnet wurde, zum insgesamt zweiten europäischen Spieler, dem diese Ehre zuteilwurde, zum drittjüngsten Spieler, der zum besten Spieler gewählt wurde und zum vierten nicht in den USA geborenen Akteur, der diesen Award hält. Zudem wurde er ins All-Defensive First Team der besten Verteidiger gewählt und war hinter Rudy Gobert Zweiter bei der Wahl des besten Defensivspielers der Liga. Im selben Sommer erhielt er noch den ESPY-Award für den besten NBA-Spieler (ESPYS Best NBA Athlete) und die Auszeichnungen als Sportler des Jahres in den Vereinigten Staaten (ESPYS Best Male Athlete).

### Nationalmannschaft
Antetokounmpo nahm mit der U20-Nationalmannschaft Griechenlands an der Europameisterschaft 2013 in Estland teil, wo er den fünften Platz erreichte. Mit 7,6 Rebounds und 1,4 geblockten Würfen pro Begegnung schloss er zwei Kategorien als bester Akteur seiner Mannschaft ab.
2015 gehörte er der griechischen Auswahl für die Europameisterschaft an. Griechenland schied im Viertelfinale gegen Spanien aus – Antetokounmpo verbuchte in diesem Spiel 12 Punkte, 17 Rebounds und 2 Blocks. Im gesamten Turnier kam er auf durchschnittlich 9,8 Punkte, 6,9 Rebounds und 0,9 Blocks bei 24,4 Spielminuten je Begegnung.
Antetokounmpo trat mit Griechenland beim Olympiaqualifikationsturnier 2016 in Turin an, wo er in drei Partien durchschnittlich 15,3 Punkte, 5,7 Rebounds, 2 Vorlagen und 2 Blocks pro Spiel erreichte. Griechenland verpasste nach der 61:66-Niederlage gegen Kroatien allerdings den Sprung zu den Olympischen Spielen 2016. Er spielte auch mit Griechenland während der Vorbereitungsphase auf die Europameisterschaft 2017. Allerdings verpasste er die Europameisterschaft wegen einer Knieverletzung.
Antetokounmpo spielte mit der griechischen Nationalmannschaft bei der Weltmeisterschaft 2019, wo er in fünf Spielen 14,8 Punkte, 8,8 Rebounds, 2,4 Assists, 2,5 Steals und 0,6 Blocks pro Spiel erreichte. Griechenland schied in der Zwischenrunde aus und beendete das Turnier auf dem elften Platz.
Bei der Europameisterschaft 2022 belegte er mit einem Durchschnitt von 29,3 Punkten je Begegnung den ersten Platz der Korbjägerliste. Er schied bei dem Turnier mit der griechischen Mannschaft im Viertelfinale gegen Deutschland aus.
2024 führte Antetokounmpo die Griechen zur ersten Olympiateilnahme seit 16 Jahren. Er wurde als bester Spieler des in Piräus ausgetragenen Qualifikationsturniers ausgezeichnet. Antetokounmpo wurde für die Eröffnungsfeier der Spiele in Paris als Fahnenträger der griechischen Mannschaft ausgesucht.

## Spielweise
Aufgrund seiner Größe und enormen Spannweite (ca. 220 cm) spielt Antetokounmpo meistens auf der Power-Forward-Position. Bereits als NBA-Neuling galt er als äußerst vielseitig, mit guter Ballbeherrschung und guter Übersicht, weswegen er im Spielaufbau der Milwaukee Bucks die Rolle eines Spielmachers einnimmt. Zu seinen Schwächen gehört insbesondere sein Distanzwurf – die meisten seiner Punkte erzielt Antetokounmpo nach wie vor nahe am Korb. Dennoch war er bereits in seiner fünften Profisaison einer der besten Offensivspieler der Liga, mit rund 27 Punkten pro Spiel; die meisten davon erzielte er im „Fast break“. Im Laufe seiner Karriere steigerte er sich kontinuierlich als Verteidiger, wo er insbesondere als Shotblocker erfolgreich ist.

## Erfolge und Auszeichnungen
- 1 × NBA-Cup-Meister: 2024
- 1 × NBA Cup MVP: 2024
- 1 × NBA-Meister: 2021
- 1 × NBA Finals MVP: 2021
- 2 × NBA Most Valuable Player (MVP): 2019, 2020
- 1 × NBA Defensive Player of the Year: 2020
- 7 × All-NBA First Team: 2019–2025
- 2 × All-NBA Second Team: 2017, 2018
- 9× NBA All-Star: 2017–2024 (2025 als Starter verletzungsbedingt ausgefallen)
  - 3 × NBA All-Star-Mannschaftskapitän: 2019, 2020, 2023
  - 1 × All-Star-Game MVP: 2021
- 4 × NBA All-Defensive First Team: 2019–2022
- 1 × NBA All-Defensive Second Team: 2017
- NBA All-Rookie Second Team: 2014
- NBA Most Improved Player (MIP): 2017
- European Player of the Year: 2018
- ESPYS Best NBA Athlete: 2019
- ESPYS Best Male Athlete: 2019
- NBA 75th Anniversary Team

## Trivia

### Künstlerische Darstellung
Spielfeld in Sepolia

Link zum Bild

(Bitte Urheberrechte beachten)
Im Athener Stadtteil Sepolia wurde im Februar 2017, zu Ehren der ersten Teilnahme Antetokounmpos an einem NBA All-Star Game, ein Artwork seiner Person erstellt. Das Graffito des Künstlers SAME84 ziert den öffentlich zugänglichen, im freien stehenden Basketballplatz des Stadtteils Sepolia und erstreckt sich über das gesamte Spielfeld. Der Platz wird zudem vom ortsansässigen Sportverein AO Triton genutzt. Finanziert wurde das Projekt durch den Sportartikelhersteller Nike. Laut Angaben des Künstlers benötigte er drei Tage, um sein Kunstwerk zu vollenden. Dabei wurde er von einem seiner Mitarbeiter unterstützt. Ein ähnliches, nicht werbefinanziertes Kunstwerk befindet sich seit dem Sommer 2019 auf einem Basketballfeld in Wanilu, einem Vorort Pekings. Es wurde kurz vor der Basketball-Weltmeisterschaft in China von mehreren Künstlern erstellt.

### „Signature-Schuh“
Zusammen mit dem Unternehmen Nike stellte Antetokounmpo am 28. Juni 2019 im Zappeion seinen ersten nach ihm benannten Basketballschuh Zoom Freak 1 vor. In seiner ersten Auflage war dieser Schuh in drei Variationen erhältlich. Die Schuhe waren in den Hauptfarben Weiß, Schwarz und Orange zu erwerben, sie tragen die Unterschrift und das Logo des Griechen. Letzteres Paar trug Antetokounmpo bereits vor der offiziellen Vorstellung bei den Playoff-Begegnungen der Milwaukee Bucks zur Saison 2018/19. Er ist der erste europäische Basketballspieler mit einem nach ihm benannten Schuh.

### Videospiel
Giannis Antetokounmpos Abbild ziert das Titelbild des Videospiels NBA 2K19 aus der NBA2K-Reihe von 2K Sports. Er wurde der erste nicht-US-amerikanische Spieler, der mit dieser Ehre bedacht wurde.

### Familie
Antetokounmpos nigerianischer Vater Charles war Fußballspieler, seine Mutter Veronica Hochspringerin. Der Vater starb im September 2017 im Alter von 54 Jahren.
Giannis Antetokounmpo hat vier Geschwister, von denen Francis und Thanasis älter und Kostas und Alex jünger sind. Francis spielte als Fußballprofi in Nigeria und zuletzt in Griechenland. Thanasis ist ebenfalls Basketballprofi und spielt mit Giannis bei den Milwaukee Bucks, Kostas spielte zeitweise bei den Los Angeles Lakers und Alex als Schüler an der Dominican High School in Whitefish Bay im US-Bundesstaat Wisconsin.
Antetokounmpo und seine drei Basketball spielenden Geschwister lassen sich gemeinsam als die „AntetokounBros“ bezeichnen. Im Juli 2019 riefen die zwei älteren Brüder Thanasis und Giannis in Griechenland das Projekt der „AntetokounBros Academy“ ins Leben, das sozial bzw. finanziell benachteiligten Kindern das Basketballtraining nahe bringen soll.
Im Juni 2022 veröffentlichte Disney+ eine über 110-minütige Filmbiografie über die Familie Antetokounmpo (eigentlich Adetokunbo) mit dem Filmtitel „Rise“. In dem Werk wird Antetokounmpos familiäre Herkunft und sein Weg mit der Familie in die NBA nachgezeichnet.

### Staatsangehörigkeit
Obwohl Antetokounmpo als Sohn nigerianischer Einwanderer in Griechenland geboren wurde, ist er nicht im Besitz der nigerianischen Staatsangehörigkeit. Die griechische Staatsangehörigkeit erhielt der bis zu diesem Zeitpunkt offiziell staatenlose Antetokounmpo am 9. Mai 2013.

### Fußball
Antetokounmpo ist seit 2. März 2023 Mitbesitzer der Fußballmannschaft Nashville SC aus der nordamerikanischen MLS.

## Karriere-Statistiken

### NBA

#### Hauptrunde
| Saison   | Team      | GP  | GS  | MPG  | FG % | 3P % | FT % | RPG  | APG | SPG | BPG | PPG  |
| -------- | --------- | --- | --- | ---- | ---- | ---- | ---- | ---- | --- | --- | --- | ---- |
| 2013–14  | Milwaukee | 77  | 23  | 24.6 | .414 | .347 | .683 | 4.4  | 1.9 | 0.8 | 0.8 | 6.8  |
| 2014–15  | Milwaukee | 81  | 71  | 31.4 | .491 | .159 | .741 | 6.7  | 2.6 | 0.9 | 1.0 | 12.7 |
| 2015–16  | Milwaukee | 80  | 79  | 35.3 | .506 | .257 | .724 | 7.7  | 4.3 | 1.2 | 1.4 | 16.9 |
| 2016–17  | Milwaukee | 80  | 80  | 35.6 | .521 | .272 | .770 | 8.8  | 5.4 | 1.6 | 1.9 | 22.9 |
| 2017–18  | Milwaukee | 75  | 75  | 36.7 | .529 | .307 | .760 | 10.0 | 4.8 | 1.5 | 1.4 | 26.9 |
| 2018–19  | Milwaukee | 72  | 72  | 32.8 | .578 | .256 | .729 | 12.5 | 5.9 | 1.3 | 1.5 | 27.7 |
| 2019–20  | Milwaukee | 63  | 63  | 30.4 | .553 | .304 | .633 | 13.6 | 5.6 | 1.0 | 1.0 | 29.5 |
| 2020–21  | Milwaukee | 61  | 61  | 33.0 | .569 | .303 | .685 | 11.0 | 5.9 | 1.2 | 1.2 | 28.1 |
| 2021–22  | Milwaukee | 67  | 67  | 32.9 | .553 | .293 | .722 | 11.6 | 5.8 | 1.1 | 1.4 | 29.9 |
| 2022–23  | Milwaukee | 63  | 63  | 32.1 | .553 | .275 | .645 | 11.8 | 5.7 | 0.8 | 0.8 | 31.1 |
| 2023–24  | Milwaukee | 73  | 73  | 35.2 | .611 | .274 | .657 | 11.5 | 6.5 | 1.2 | 1.1 | 30.4 |
| 2024–25  | Milwaukee | 67  | 67  | 34.2 | .601 | .222 | .617 | 11.9 | 6.5 | 0.9 | 1.2 | 30.4 |
| Gesamt   | Gesamt    | 859 | 794 | 32.9 | .551 | .284 | .693 | 9.9  | 5.0 | 1.1 | 1.2 | 23.9 |
| All-Star | All-Star  | 8   | 8   | 22.1 | .713 | .273 | .643 | 7.6  | 2.8 | 1.1 | 0.8 | 24.9 |

#### Play-offs
| Saison  | Team      | GP | GS | MPG  | FG % | 3P % | FT % | RPG  | APG | SPG | BPG | PPG  |
| ------- | --------- | -- | -- | ---- | ---- | ---- | ---- | ---- | --- | --- | --- | ---- |
| 2014–15 | Milwaukee | 6  | 6  | 33.5 | .366 | .000 | .739 | 7.0  | 2.7 | 0.5 | 1.5 | 11.5 |
| 2016–17 | Milwaukee | 6  | 6  | 40.5 | .536 | .400 | .543 | 9.5  | 4.0 | 2.2 | 1.7 | 24.8 |
| 2017–18 | Milwaukee | 7  | 7  | 31.1 | .488 | .286 | .691 | 9.6  | 6.3 | 1.4 | 0.9 | 25.7 |
| 2018–19 | Milwaukee | 15 | 15 | 34.3 | .492 | .327 | .637 | 12.3 | 4.9 | 1.1 | 2.0 | 25.5 |
| 2019–20 | Milwaukee | 9  | 9  | 30.8 | .559 | .325 | .580 | 13.8 | 5.7 | 0.7 | 0.9 | 26.7 |
| 2020–21 | Milwaukee | 21 | 21 | 38.1 | .569 | .186 | .587 | 12.8 | 5.1 | 1.0 | 1.2 | 30.2 |
| 2021–22 | Milwaukee | 12 | 12 | 37.3 | .491 | .220 | .679 | 14.2 | 6.8 | 0.7 | 1.3 | 31.7 |
| 2022–23 | Milwaukee | 3  | 3  | 30.3 | .528 | .000 | .452 | 11.0 | 5.3 | 0.3 | 0.7 | 23.3 |
| 2024–25 | Milwaukee | 5  | 5  | 37.6 | .606 | .200 | .698 | 15.4 | 6.6 | 1.0 | 1.0 | 33.0 |
| Gesamt  | Gesamt    | 84 | 84 | 36.2 | .532 | .259 | .625 | 12.2 | 5.3 | 1.0 | 1.3 | 27.0 |

(Quelle: )